# Schlanknatter
Die Schlanknatter (Platyceps najadum, Syn.: Coluber najadum) ist eine durchschnittlich etwa einen Meter lange, recht schlanke Schlange, die zur Gattung Platyceps innerhalb der Familie der Nattern gehört.

## Merkmale
Die Schlange wird im Normalfall etwa einen Meter lang, es sind allerdings auch Exemplare mit einer Länge von bis zu 140 cm bekannt. Der Kopf ist deutlich vom Körper abgesetzt und die Augen mit ihren runden Pupillen sind recht groß. Sie kann sich ziemlich schnell fortbewegen und besitzt an den Halsseiten eine Reihe dunkler runder Flecken, von denen vermutet wird, dass sie dem Schutz des Tieres dienen.

## Verbreitung und Lebensraum
Die Schlanknatter ist in Kroatien, Bosnien und Herzegowina, Montenegro, Mazedonien, Albanien, Serbien, Griechenland, Südbulgarien, Transkaukasien und dem südwestlichen Vorderasien anzutreffen. Der natürliche Lebensraum ist sehr weit gefächert, so umfasst er Flusstäler, Weinberge, Hänge mit entsprechender Vegetation, Waldlichtungen, Ruinengelände, zum Teil auch Wegeränder von Viehweiden, wenn diese hinreichend bewachsen sind. Sie steigt im Gebirge auf bis zu 2000 m auf, ist aber auch im Tiefland anzutreffen.

## Lebensweise
Die Schlanknatter ist eine tagaktive Bodenschlange, die fünf bis sechs Monate Winterruhe hält und frühestens ab März bis in den Oktober aktiv ist. Wie die meisten Zornnattern ist die Schlanknatter recht aggressiv und neigt zu starkem Abwehrverhalten in der Form, dass sie beim Ergreifen heftig zubeißt. Ihre Bisse können zu Schwellungen um die Bissstelle, leichten Schweißausbrüchen, Unruhe und erhöhter Pulsfrequenz führen.

### Ernährung und Fortpflanzung
Das Tier ernährt sich jagend von Eidechsen, die sie sehr schnell verfolgt, nur in Notzeiten greift sie auf große Insekten und nestjunge Mäuse zurück. Die Schlange legt drei bis fünf längliche Eier in Erdgängen oder unter Steinen ab, aus denen die Jungtiere gegen Ende August bis September schlüpfen.

## Systematik
Bis genetische Analysen gegenteiliges gezeigt hatten, wurde die Schlanknatter wie viele andere Nattern, die sich auf die Jagd nach flinker Beute wie Eidechsen spezialisiert haben, in die Gattung der Zornnattern (Coluber) gestellt. Nachdem sich gezeigt hatte, dass die Arten der Gattung Coluber keine gemeinsame Stammform haben, wurden die Arten der alten Welt unter anderem in die Gattungen Dolichophis, Hierophis, Hemerophis, Hemorrhois und Platyceps verschoben. Wie viele andere Gattungen in der Familie Colubridae ist die Systematik von Platyceps noch in der Diskussion und Thema aktueller Forschung.

## Gefährdung und Schutz
Die Schlanknatter ist bis auf einige Lokalpopulationen (etwa im westlichen Vorkaukasus) nicht bedroht.
Auf der Roten Liste der IUCN wird sie als ungefährdet („Least Concern“, LC) eingestuft.